# Deborah Foreman
Pour les articles homonymes, voir Foreman.
Deborah Foreman est une actrice américaine née le 12 octobre 1962 à Montebello, Californie (États-Unis).

## Filmographie

### Cinéma
- 1982 : I'm Dancing as Fast as I Can de Jack Hofsiss : Cindy
- 1983 : Valley Girl de Martha Coolidge : Julie Richman
- 1985 : Profession : Génie (Real Genius) de Martha Coolidge : Susan Decker
- 1986 : My Chauffeur (en) de David Beaird : Casey Meadows
- 1986 : Class 89 (3:15 The Moment of Truth) de Larry Gross : Sherry Havilland
- 1986 : Week-end de terreur (April Fool's Day) de Fred Walton : Muffy / Buffy
- 1986 : Charlie Barnett's Terms of Enrollment de Laurie Frank (vidéo) : Coed / Recruiter
- 1987 : Grizzly II: The Predator  de André Szöts : Park Ranger's Daughter
- 1988 : Destroyer (en) de Robert Kirk : Susan Malone
- 1988 : Waxwork de Anthony Hickox : Sarah
- 1989 : Les Experts (The Experts) de Dave Thomas : Jill
- 1989 : L'Homme homard venu de Mars (Lobster Man from Mars) de Stanley Sheff : Mary
- 1990 : Sundown : La guerre des vampires (en) (Sundown: The Vampire in Retreat) de Anthony Hickox : Sandy White
- 1989 : Friends, Lovers, & Lunatics de Stephen Withrow: Annie
- 1991 : Lunatics: A Love Story (en) de Josh Becker : Nancy
- 2008 : Beautiful Loser de John Nolte : Carly
- 2020 : Valley Girl de Rachel Goldenberg : une vendeuse (Caméo)

### Télévision

#### Séries télévisées
- 1982 : Hooker (T.J. Hooker) : Jenny Clark  / Alise Edwards (saison 1, épisode 3 et saison 2, épisode 8)
- 1983 : Romance Theatre (en) : Heather Jenkins (5 épisodes)
- 1983 : Sacrée Famille (Family Ties) : Mary Catherine Robbins (saison 1, épisode 21)
- 1984 : Hot Pursuit (en) : Jody (saison 1, épisode 4 et 5)
- 1991 : MacGyver : Beth Webb (saison 6, épisode 14)
- 1995 : The Marshal (en) : Callie Fetter (saison 2, épisode 4)

#### Téléfilms
- 1981 : The Grady Nutt Show de Jack Shea : Becky Williams
- 1982 : In the Custody of Strangers (en) de Robert Greenwald : Karen
- 1986 : Maggie de Waris Hussein : Alyce Farnsworth

## Voix françaises
- Dorothée Jemma dans Sundown : La guerre des vampires (1989)